# Viktor Tobiasch
Viktor Tobiasch (* 1. August 1912 in Prag; † Mai 1992) war ein österreich-ungarischer Tischtennisspieler, Mediziner und Hochschullehrer für Innere Medizin.
Er gehörte der Mannschaft an, die bei der Weltmeisterschaft 1935 in London Zweiter wurde hinter dem Team von Ungarn.

## Leben
Viktor Tobiasch wurde in Prag als Sohn von Anna Tobiasch, geborene Dallendörfer, und des Beamten Viktor Tobiasch geboren. Im Jahr 1934 nahm er an der Vizeweltmeisterschaft im Tischtennis teil, 1940 an der Deutschen Hochschulmeisterschaft im Säbelfechten. Er studierte Medizin, wurde an der Deutschen Universität in Prag promoviert und habilitierte sich in Münster. Als Assistent arbeitete er an den Universitäten in Prag, Heidelberg und Frankfurt am Main. Er war von 1955 bis 1965 Oberarzt an der Medizinischen Universitätsklinik Münster, wo er bis 1963 als Privatdozent und anschließend als außerplanmäßiger Professor für Innere Medizin lehrte. Von 1964 bis 1978 wirkte er als Ärztlicher Direktor der Waldburg-Zeil-Kliniken. Zudem war er von 1972 bis 1983 der Leiter des Instituts zur Erforschung präventiv-medizinischer Fragen in Isny-Neutrauchburg, später dessen Ehrenvorsitzender. An der Universität Ulm war er Mitglied des Kuratoriums der sozial- und arbeitsmedizinischen Akademie. Er lebte in Isny-Neutrauchburg im Allgäu und war beim Rotary-Club Isny-Wangen Gründungspräsident.
Viktor Tobiasch war katholisch. Aus der 1959 geschlossenen Ehe mit Anneliese Maas gingen die Kinder Christina und die spätere Professorin für Genetic Engineering and Cell Culture Edda Tobiasch hervor.
Viktor Tobiasch starb 1992 als Folge eines Schlaganfalls.

## Veröffentlichungen
Mehrere Veröffentlichungen, Mitarbeit unter anderem am Lehrbuch der Inneren Medizin (1973), und mehr als 100 Fachaufsätze konnte Tobiasch vorweisen. Eine Auswahl:
- Haemolytischer Icterus. In: Handbuch der Blutkrankheiten. 1960.
- Stoffwechsel. Endocrinologie. Ernährung. Diätetik. Vitaminmangelkrankheiten. In: Taschenbuch der Inneren Medizin. 1963 (auch in Taschenbuch der gesamten Medizin. 1968).
- Übergewicht – Was tun? Paracelsus-Verlag, Stuttgart 1974, ISBN 978-3-7899-0045-7.
- Die Vermeidung der Risikofaktoren. Verlag Bindernagel, Friedberg in Hessen 1977.
- Die psycho-physische Erschöpfung. Wissenschaftliche Verlagsgesellschaft, Stuttgart 1977, ISBN 978-3-8047-0557-9.
- Stress – biologisches Erbe, Segen oder Fluch? In: Die Medizinische Welt. Band 34, Nr. 47, November 1983, S. 1329–1334.
- Rheuma-Fibel. 1981.